# Kate Moore
Kate Moore (Oxfordshire, 1979) is een Australisch componist. Ze leeft en werkt in Nederland. Moore studeerde bij de Australische componisten Larry Sitsky, Jim Cotter en Michael Smetanin, bij de Nederlandse componisten Louis Andriessen, Martijn Padding, Diderik Wagenaar en Gilius van Bergeijk, en bij de Amerikaanse componisten David Lang, Julia Wolfe en Michael Gordon (Bang on a Can).
Moore leerde blokfluitspelen van haar moeder, speelt piano vanaf haar zesde, en cello vanaf haar tiende. Na haar studie compositie aan The Canberra School of Music ANU, besloot ze naar Nederland te verhuizen en bij Louis Andriessen te studeren. PhD University of Sydney Conservatorium of Music.

## Prijzen
- 2017 Matthijs Vermeulenprijs voor haar compositie The Dam.[4][5]

- 2022 Gieskes-Strijbis Podiumprijs[6]